# 江帾澹園
江帾 澹園（えばた たんえん、天保13年（1842年） - 明治42年（1909年）12月25日）は、日本の歌人、漢詩人、新聞記者。名は運蔵、のち通静。字は子遠、澹園、ほかに寧静楼、樗廼舎、良和、孝斎、如月庵などと号した。秋田第一の明治歌人と謳われた。

## 経歴・人物
佐竹領秋田郡大館町裏町の学者一家に生まれる。父の江帾晩香（名は通寛）は大沼枕山門下の歌人、漢詩人、書家、学者である。澹園自身も大沼枕山に師事した。
明治9年（1876年）、郷校の先輩である狩野旭峰の推薦で「遐邇新聞」に入り、明治11年（1878年）紙名が「秋田遐邇新聞」に改題されるのを機に編集長であった旭峰が主幹に就任した跡を襲い次代の編集長となった。澹園の筆は、古今東西の広範な知識を織り交ぜ、社会事象を読み物のように織り上げていくというもので、こんにちの新聞記事とは異なり、味のあるものであった。県の公報紙的性格であった同紙を情報マスコミに発展させ、旭峰とともに秋田県において文人がジャーナリズムを主導する一時代を築いた。また、同紙の発行元である聚珍社から明治11年（1878年）小説主体の文芸誌「羽陰小誌」、明治12年（1879年）軟文・漫画の滑稽文芸誌「ころころ雑誌」、児童詩文誌「二葉新誌」を創刊し、秋田県の雑誌マスコミ発展の基礎をも築いた。
しかし、「秋田遐邇新聞」は明治14年（1881年）11月13日以降休刊となり、大久保鐵作、畠山雄三らに譲渡され、翌年1月16日に改組されて「秋田日報」と改題、秋田改進党が結党されると発行元も同党事務所に移され、啓蒙的な文人新聞であったかつての「秋田遐邇新聞」は、血気盛んな政治青年たちに乗っ取られる形となった。
文芸を愛した旧・聚珍社の社風が失われ、自由民権運動の政治的色彩を強め、果ては政党の機関紙となった「秋田日報」を嫌気して澹園は退社、秋田日日新聞に招かれて同紙の雑報主任となった。また、寧静吟社を設立して歌道の師となった。寧静吟社では毎月のように詩友と遊び、『寧静楼詩抄』、『澹園雑抄』、『感古撫古集』などの著作をものした。英雄豪傑礼賛の時代にありながら、「寧静楼」という号に見られるように老荘の影響を受けた超俗の文人として一生を通し、秋田の地方文化興隆に貢献した。

## 註釈
1. ↑  このころの「秋田遐邇新聞」は、洋紙1枚刷り4ページながら、公報、政治記事、社会記事、論説、投書、文芸作品、広告といった欄があり、既にこんにちの新聞の体裁の基礎をなしている（『秋田大百科事典』p.184）。
2. ↑  明治15年（1882年）1月26日、改題なった「秋田日報」が「秋田遐邇新聞」の号数を引き継ぎ、発行を開始した（秋田大百科事典』p.184）。
3. ↑  ほぼ同じ時期に狩野旭峰も「秋田日報」を去り、「山形新聞」に招かれて主筆となっている（『秋田の先覚 2』p.67）。

## 参照元
1. 1 2 3 4 5 6 7  『秋田人名大事典』p.100
2. 1 2 3 4 5  『秋田大百科事典』p.122
3. 1 2  『秋田の先覚 2』p.73
4. 1 2 3  『秋田の先覚 2』p.64
5. ↑  『秋田の先覚 2』p.72
6. ↑  『秋田の先覚 2』p.75
7. ↑  『秋田の先覚 2』pp.37-38
8. 1 2  『秋田大百科事典』p.184
9. 1 2 3 4  『秋田の先覚 2』p.40
10. ↑  『秋田の先覚 2』p.66
11. ↑  『秋田の先覚 2』pp.37-41
12. ↑  『秋田の先覚 2』p.41
13. ↑  『秋田の先覚 2』p.74
14. ↑  『秋田の先覚 2』p.68
15. ↑  『秋田の先覚 2』pp.74-75